# 마르틴 페르펙토 데 코스

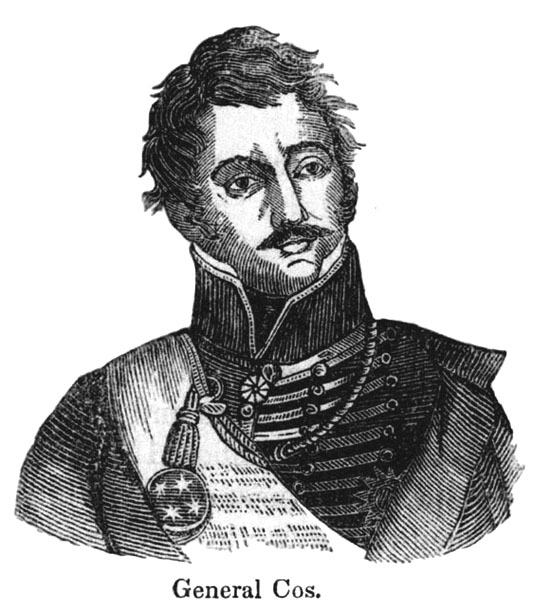
마르틴 페르펙토 데 코스

마르틴 페르펙토 데 코스(Martín Perfecto de Cos, 1800년 - 1854년)는 19세기 멕시코 군의 장군이다. 산타 안나의 누이 동생인 루친다 로페스 데 산타 안나와 결혼을 했다.

## 생애
코스는 베라쿠르즈에서 태어났다. 그는 멕시코 장군의 지위까지 승진했으며, 1835년부터 1836년까지 이후 텍사스 공화국이 된 반체제 멕시코의 코아우일라 나테하스 주에 대한 전쟁에 참가했다.
1835년 7월 코스는 테하스 주 육군 사령관으로 임명되었고 어떤 반체제 민병대의 무장소요를 진압하기 위해 그곳에 파견되었다. 1835년 9월 21일, 그는 텍사스에 도착했다. 코스는 10월 1일 골리아드 마을로 진격하여 샌안토니오 데 벡사로 이동했다. 코스는 윌리엄 트래비스 등 모든 반란의 지도자들의 체포를 명령했다. 샌안토니오에서 일단 코스는 스티븐 오스틴이 이끄는 텍사스 부대의 공격을 받았다. 도시는 텍사스 군대에 포위되었다. 코스는 샌안토니오의 도시를 포기하고, 무기를 텍사스 군에 넘기고 텍사스에서 떠났다. 전쟁 중 교전으로 입은 멕시코의 손실은 약 150명이었다. 남쪽으로 진군하는 동안 그는 라레도에서 반란을 진압하기 위해 북쪽으로 진군하는 산타 안나의 육군을 우연히 만났다.
코스는 샌안토니오로 돌아가 1836년 3월 6일, 300명의 멕시코 병사를 이끌고 알라모 요새의 북서쪽 코너로 향했다. 결국 코스의 군대는 알라모의 북쪽 벽을 깼다.
1836년 4월 21일 샌 재신토 전투 직전 코스는 산타 안나를 위해 500명 이상의 지원부대와 함께 도착했다. 시드니 셔먼과 에드워드 벌레슨, 두 대령이 이끄는 텍사스 지원병 부대에 의한 합공으로 그의 대대가 완패한 후 같은 날 그는 포로가 되었다. 산타 안나는 공식적으로 그의 군대를 항복 조건에 합의했을 때, 샘 휴스턴 장군에게 석방된 이후 그는 패잔병들을 이끌고 멕시코로 돌아왔다. 그는 군대에 남았지만, 그 영향은 점차 줄어들었다.
멕시코-미국 전쟁 중에 코스는 투스판 요새를 담당했지만, 미군과의 전투에서 중요한 역할을 하지는 못했다.

## 참고 서적
- Davis, William C.; Lone Star Rising-The Revolutionary Birth of the Texas Republic; Free Press; ISBN 0-684-86510-6
- Roberts, Randy & Olson, James S.; A Line in the Sand-The Alamo in Blood and Memory; Simon & Schuster; ISBN 0-7432-1233-9